# Gerhard Sessler
Pour les articles homonymes, voir Sessler.
Gerhard Martin Sessler né le 15 février 1931 à Rosenfeld près de Stuttgart (Allemagne) est un inventeur allemand, qui a apporté de nombreuses contributions au domaine du microphone. Il est en particulier l'inventeur du microphone à électret.

## Honneur
- En 1999, il fut élu au National Inventors Hall of Fame.
- L'astéroïde (241509) Sessler porte son nom.